# AC Syracuse Pulse
El AC Syracuse Pulse es un equipo de fútbol de Estados Unidos que juega en la National Independent Soccer Association, la tercera división nacional.

## Historia
Fue fundado en la ciudad de Syracuse, New York en mayo de 2021 con el nombre AC Syracuse por un grupo liderado por el empresario Samir Belhseine con el fin de participar en la National Independent Soccer Association para la temporada 2022, y además tiene una sección en categoría femenil que juega en la United Women's Soccer y una academia de fútbol en Marruecos.
En octubre de 2021 el club fue admitido en la NISA por decisión de la mesa directiva pero como AC Syracuse Pulse para la temporada 2022.